# Sentimento anti-sikh no Canadá
No Canadá, o Sentimento anti-sikh inclui hostilidade, preconceito ou discriminação contra os sikhs canadenses enquanto grupo religioso e étnico. Essa forma de Racismo tem afetado os Sikhs no país desde que a comunidade sikh foi estabelecida em 1897.

## Contexto

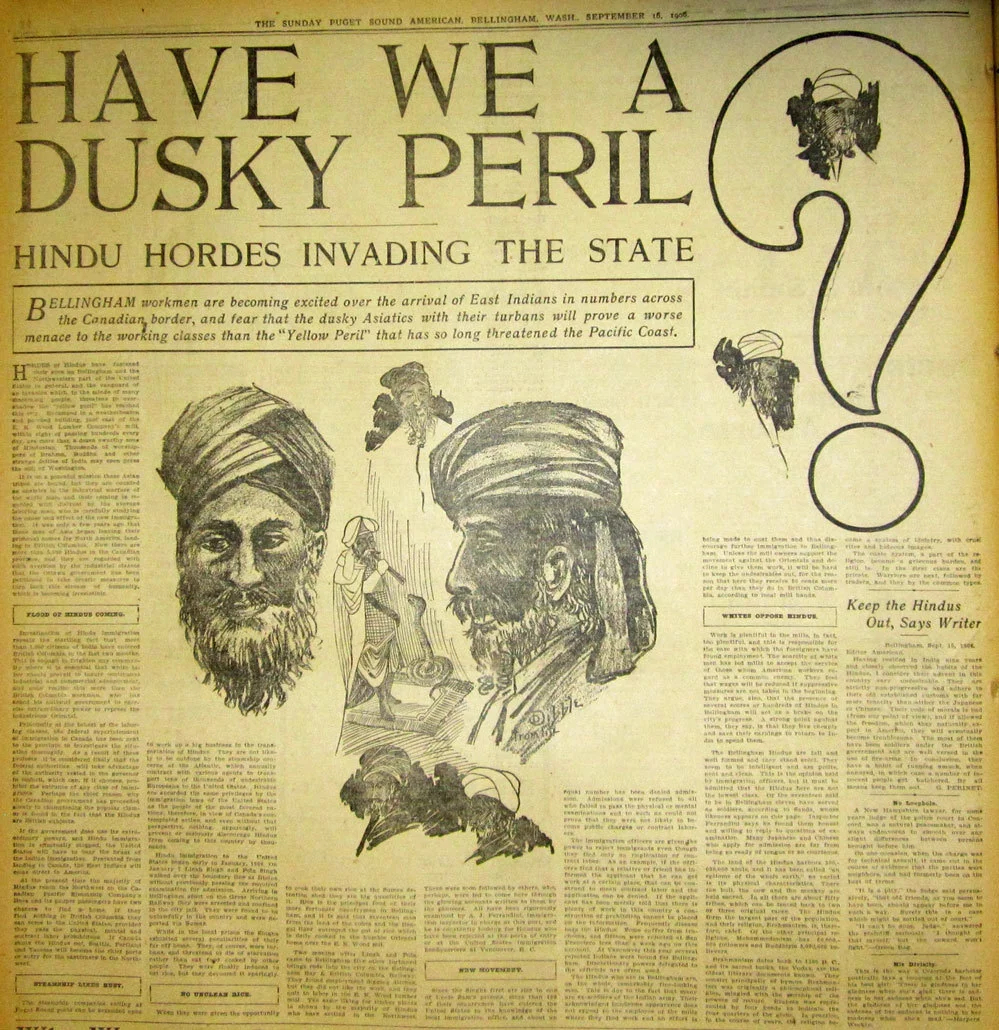
Artigo do jornal Puget Sound American de 16 de setembro de 1906, que descreve incorretamente os sikhs de turbante como “hindus” e sua imigração desfavorável para Bellingham, Washington

O sentimento anti-sikh no Canadá possui uma presença histórica e contemporânea marcada por diversos eventos-chave e questões em andamento. Os primeiros casos incluem o Distúrbio racial de Bellingham de 1907, quando imigrantes do Sudeste Asiático e do Sul da Ásia – em sua maioria sikhs – foram violentamente alvejados por turbas de brancos em Washington, EUA, extrapolando para sentimentos anti-imigrantes no Canadá e na Noroeste Pacífico.
O incidente de Komagata Maru de 1914 destacou ainda mais esse sentimento quando 376 passageiros indianos, na maioria sikhs, tiveram a entrada no Canadá negada e foram forçados a retornar para a Índia, onde muitos sofreram perseguição.
Durante as últimas décadas do século XX e início do século XXI, os sikhs canadenses têm experimentado um aumento no racismo e em crimes de ódio, especialmente aqueles que usam turbante e barba. Isso inclui eventos significativos como a controvérsia do calendário de Herman Bittner de 1990, o assassinato de 1999 do zelador sikh por neo-nazistas, as consequências dos ataques de 11 de setembro, os vândalos contínuos de gurdwaras sikhs e o controverso Projeto de Lei 21 de Quebec.
Mais recentemente, devido aos elevados níveis de imigração da Índia para o Canadá, intensificou-se o sentimento contra os sikhs, bem como contra outras comunidades religiosas.

## Início do Século XX

### 1907: Privação dos direitos políticos dos imigrantes asiáticos

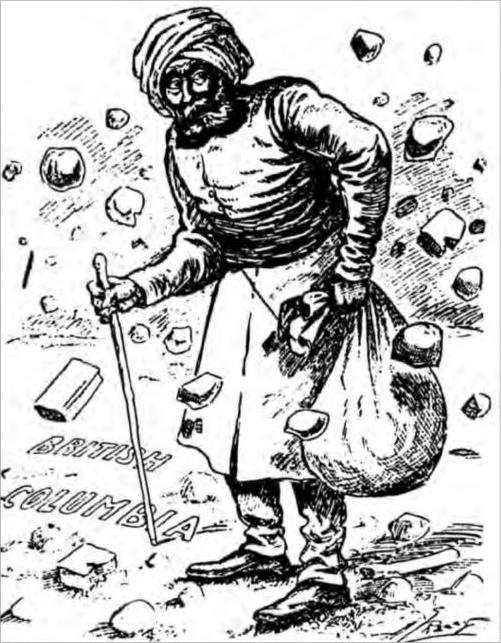
Cartum de um sikh idoso recebendo pedras lançadas sobre ele na Colúmbia Britânica, Canadá, The Montreal Daily Star, março de 1908. Legenda: "Sujeito britânico hindu. Ah! Devo estar enganado! Achei que a palavra 'britânico' significasse liberdade e autonomia!" Os sul-asiáticos perderam o direito ao voto em 1907 na Colúmbia Britânica.

Em 1907, a Colúmbia Britânica promulgou uma legislação que privou os imigrantes asiáticos, incluindo os sikhs, dos direitos políticos, refletindo o sentimento anti-asiático generalizado da época. Essas leis faziam parte de uma estratégia mais ampla para limitar a integração política, econômica e social das comunidades asiáticas na sociedade canadense. Isso ficou conhecido como a Liga de Exclusão Asiática (LEA), que visava impedir a imigração de pessoas de origem asiática.
Após o Distúrbio racial de Bellingham em 5 de setembro de 1907, muitos trabalhadores sikhs das fábricas encontraram refúgio em Vancouver, Colúmbia Britânica. Conforme os refugiados do Sul da Ásia e sikhs chegavam a Vancouver, os organizadores da LEA avançaram com um plano para marchar pelas ruas, brandindo cartazes e bandeiras que clamavam por “Um Canadá Branco”.
Em 1911, o Dr. Sunder Singh, médico, dirigiu-se ao Canadian Club em Toronto, Ontário alegando que a discriminação do Canadá contra os sikhs era uma injustiça tanto para eles quanto para o Império Britânico. Singh argumentou que os homens sikhs não eram autorizados a trazer suas esposas e filhos para o Canadá, e que só podiam viajar por meio de um único navio direto, sendo obrigados a portar quatro vezes o dinheiro exigido dos imigrantes japoneses. Em um comunicado de imprensa de 1911, o The Toronto World noticiou: “Eles (sikhs) são obrigados a ter $200 cada, ao contrário dos $50 exigidos dos mongóis. Rutenos, galegos, doukhobors, polacos e outros povos estrangeiros são admitidos sem restrição.”
O oficial britânico Andrew Fraser criticou o tratamento dispensado aos sikhs no Canadá como “escandaloso” e sugeriu que o reconhecimento de seus direitos e a oferta de tratamento justo e igualitário como súditos britânicos poderiam ajudar a reduzir os distúrbios na Índia. O senador James Douglas, abordando uma questão semelhante, também condenou o tratamento dispensado aos sikhs na Colúmbia Britânica, afirmando que era “incristão, anti-britânico e ingrato”, especialmente considerando as contribuições dos sikhs ao Império Britânico.

### 1914: Incidente Komagata Maru

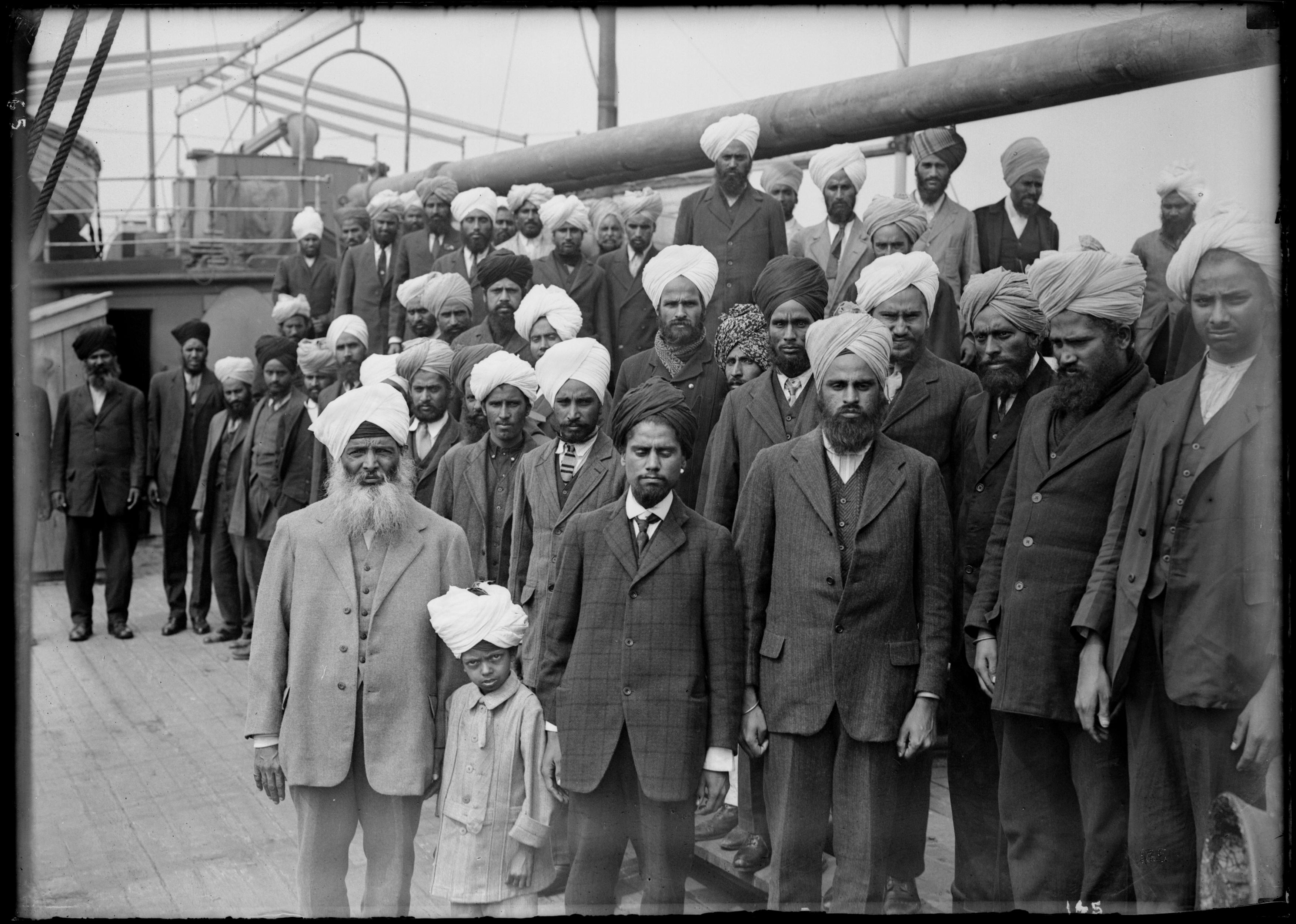
Sikhs de turbante a bordo do Komagata Maru (1914)

O incidente Komagata Maru de 1914 é um exemplo pungente de discriminação racial e xenofobia no Canadá do início do século XX. O navio a vapor japonês SS Komagata Maru, que partiu de Hong Kong e chegou a Vancouver em 23 de maio de 1914, transportava 376 passageiros, predominantemente imigrantes sikhs da região do Punjab da Índia Britânica. Apesar de seu status legal de súditos britânicos, os passageiros foram impedidos de desembarcar devido às políticas restritivas de imigração do Canadá, que visavam impedir a entrada de imigrantes não europeus no país.
Após dois meses sendo mantidos em condições adversas a bordo da embarcação, o Komagata Maru foi forçado a retornar para a Índia. Ao chegar em Calcutá, os passageiros foram recebidos com hostilidade pelas autoridades coloniais britânicas, resultando em represálias violentas, prisões e na morte de várias pessoas.
Em 2008, o primeiro-ministro Stephen Harper pediu desculpas pelo incidente, mas muitos na comunidade sikh local recusaram-se a aceitar e exigiram que o pedido de desculpas fosse feito na Câmara dos Comuns. Em 2016, o Primeiro-Ministro Justin Trudeau e o governo Liberal pediram formalmente desculpas pelo incidente, reconhecendo as injustiças enfrentadas pelos passageiros e marcando o reconhecimento oficial deste capítulo na história do Canadá.

### Restrições no mercado de trabalho

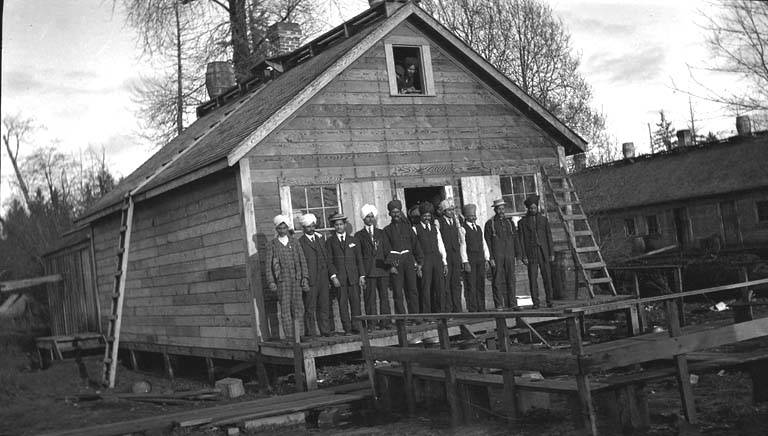
Sikhs em pé diante de uma casa em um acampamento madeireiro na Colúmbia Britânica (cerca de 1914)

Ao longo do início do século XX, os sikhs, juntamente com outros imigrantes asiáticos, enfrentaram obstáculos significativos no mercado de trabalho. Frequentemente confinados a empregos mal remunerados e braçais, deparavam-se com hostilidade e discriminação por parte dos sindicatos trabalhistas brancos. As políticas excludentes e os preconceitos sociais restringiam suas oportunidades de emprego, limitando-os a setores como a agricultura, moinhos madeireiros e construção de ferrovias, onde suportavam condições severas de trabalho e exploração. Essa discriminação sistêmica não só prejudicava suas perspectivas econômicas, mas também reforçava preconceitos mais amplos, perpetuando um ciclo de marginalização e desigualdade para as comunidades asiáticas na América do Norte.

### Propaganda e sentimento público

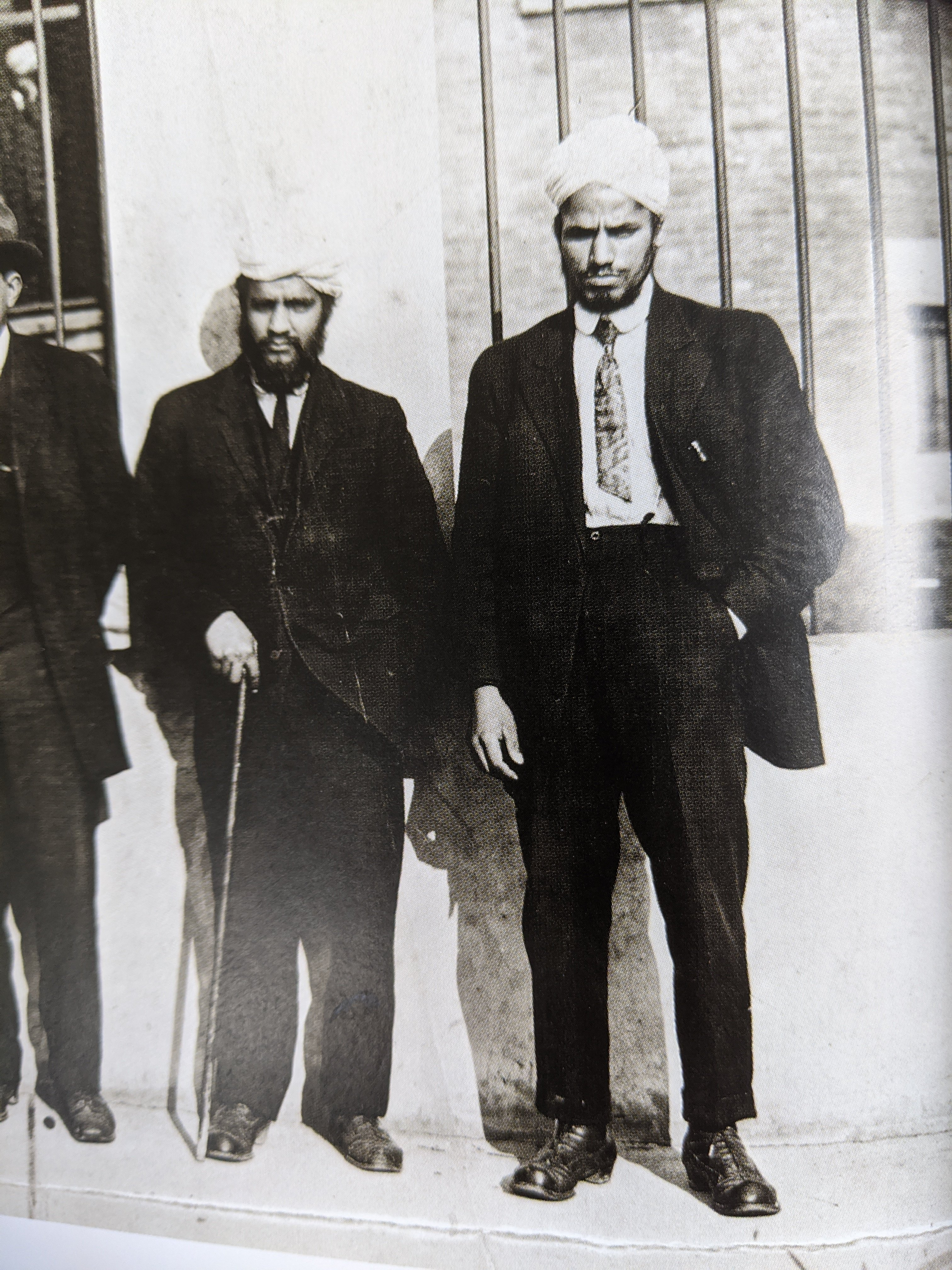
Fotografia de ativistas sikhs em frente a um centro de detenção, apoiando os sikhs encarcerados devido às leis de imigração racistas, Victoria, Canadá, 1913

Durante o início do século XX, alguns jornais e figuras políticas retratavam os sikhs e outros imigrantes asiáticos como desafios à sociedade, à economia e à demografia canadenses. Essas representações podem ter contribuído para a oposição pública contra os sikhs e outros sul-asiáticos. No entanto, alguns políticos, como o senador James Douglas, expressaram opiniões favoráveis aos imigrantes sikhs no Canadá.

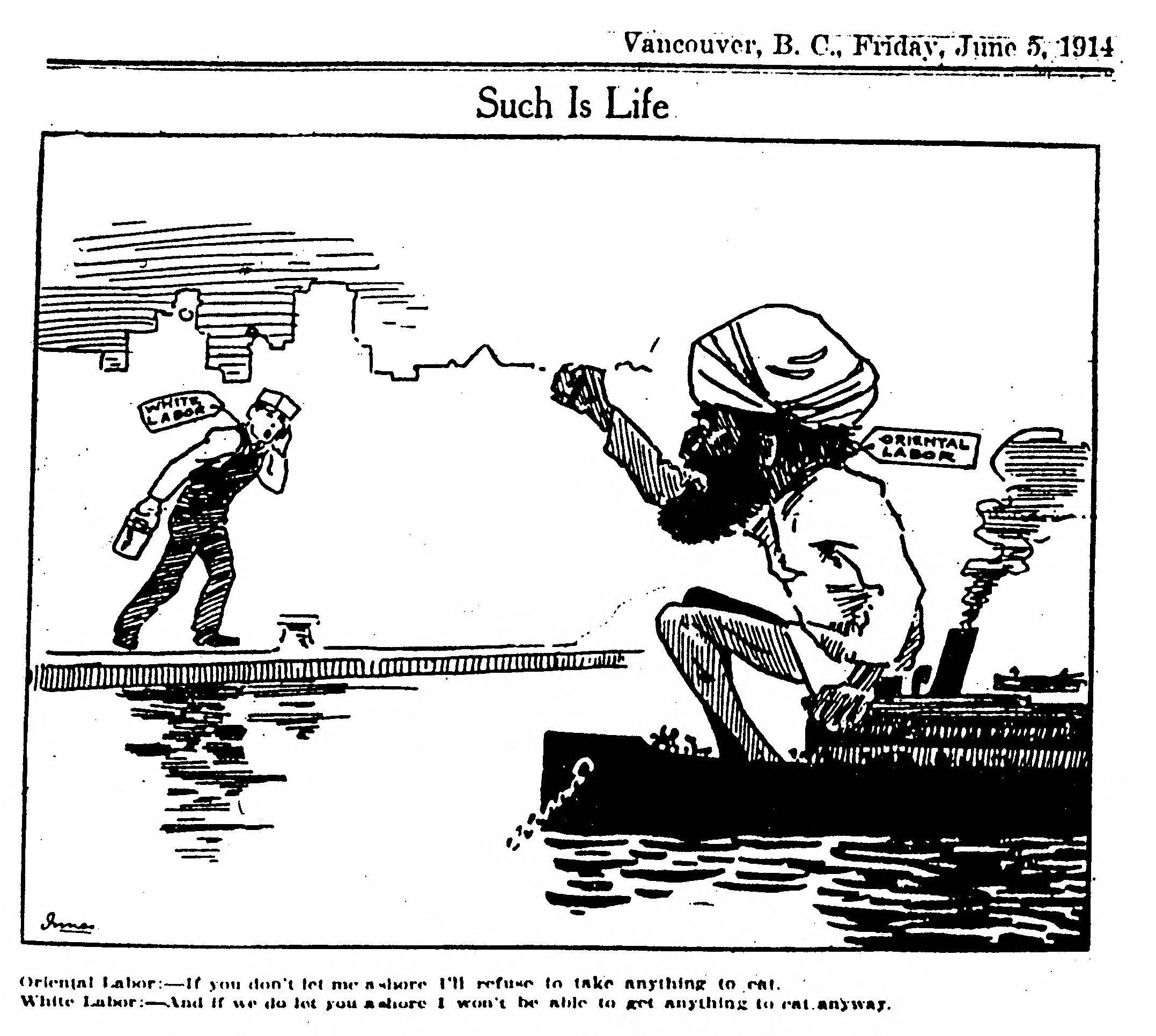
Cartum intitulado "Such Is Life" mostrando um homem sikh representando "trabalho oriental", uma caricaturização das tensões raciais entre trabalhadores branco-canadenses e imigrantes sul-asiáticos, de jornal de Vancouver, sexta-feira, 5 de junho de 1914

Entre 1910 e 1920, o número dos 2.000 indianos no Canadá – muitos dos quais sikhs – caiu quase à metade, em decorrência do racismo a que eram submetidos, do desejo de reunificação com familiares que haviam migrado para a América e da busca por oportunidades econômicas.

## Meados do século XX
Durante a metade do século XX, os sikhs no Canadá enfrentaram um racismo e discriminação onipresentes, refletindo os desafios mais amplos das comunidades imigrantes em uma sociedade frequentemente pouco acolhedora para minorias visíveis. Insultos comuns, como “raghead”, foram utilizados para ofender os sikhs que usavam turbante. Apesar de suas contribuições para o país, os sikhs eram frequentemente marginalizados, enfrentando barreiras significativas no acesso a empregos, moradia e aceitação social.
No final dos anos 1970, alguns líderes da comunidade sikh de Toronto alertaram que haveria tumultos raciais a menos que as pessoas recebessem mais proteção policial, devido ao aumento do número de incidentes em frente a um templo sikh. No entanto, o presidente do Grupo de Estudos sobre Relações Humanas de Toronto e ex-Membro do Parlamento, Walter Pitman afirmou que “os ataques racistas estavam diminuindo”.

### 1970–1980

#### Incidente do Gurdwara da Sociedade Khalsa Diwan de Vancouver, 1971
Em 1971, o gurdwara da Sociedade Khalsa Diwan de Vancouver, localizado no centro de Vancouver, foi pichado com obscenidades. Posteriormente, eclodiu uma briga entre a congregação sikh e os agressores, resultando em ferimentos.

## Final do Século XX

### 1980–1990

#### Agressão em Vancouver, 1981
Dois homens sikhs, Gordon Kooner e seu amigo – que usava turbante – estavam em um posto de gasolina quando Thomas Henry Burris proferiu insultos raciais contra seu companheiro. Kooner interveio, sendo agredido fisicamente em consequência. Após o ocorrido, Burris foi condenado e cumpriu dois anos de prisão.

#### Consequências do voo 182 da Air India, 1985
Após os desdobramentos do Air India Flight 182, a hostilidade contra os sikhs no Canadá aumentou significativamente, impulsionada por um surto de suspeitas e preconceito contra a comunidade. Na esteira da tragédia, sikhs de todo o país experimentaram uma discriminação e racismo intensificados, enfrentando assédios em espaços públicos. A forma como a mídia retratava os sikhs frequentemente os associava de maneira injusta à violência e ao extremismo, aprofundando a desconfiança pública. Apesar da ampla condenação ao ataque por parte da comunidade sikh, ela viveu um período marcado pelo medo, preconceito e marginalização social.

### 1990–2000

#### Assassinato do zelador sikh, 1999
Em 1999, cinco supremacistas brancos na Colúmbia Britânica foram condenados pelo assassinato do zelador sikh de 65 anos, Nirmal Singh Gill. Lee Nikkel, de 18 anos, e Robert Kluch, de 26, receberam sentenças de 15 anos mais 18 meses já cumpridos, por iniciarem e executarem o ataque. Radoslaw Synderek, de 24, Daniel Miloszewski, de 22, e Nathan LeBlanc, de 27, foram condenados a 12 anos cada. O juiz William Stewart condenou o crime como repugnante e motivado por racismo, esperando que as sentenças servissem para dissuadir crimes de ódio violentos. A comunidade sikh e os amigos de Gill consideraram a condenação como uma justiça alcançada.

## Século XXI

### 2000–2010

#### Incidente no futebol de Vancouver, 2005
Em 2005, durante um torneio juvenil de futebol em Vancouver, Gurindar Durah, um jogador sikh, foi impedido de participar de uma partida por usar seu patka, um turbante religioso. Essa decisão levou à sua expulsão e à retirada de seu time, o Northwest United, em protesto. O técnico de Durah, Mario Moretti, apoiou sua decisão, afirmando que o torneio cessou para eles assim que o árbitro tomou tal decisão.

### 2010–2020

#### Ataque racial de neo-nazistas, 2012
Em 24 de março de 2012, dois homens sikhs foram agredidos do lado de fora de uma loja de bebidas alcoólicas em Edmonton, Alberta após um comício realizado pelos membros Bernard “Bernie” Miller e Kyle McKee, do grupo supremacista branco Blood & Honour. Um dos homens foi alvo de insultos raciais dentro da loja e, ao sair, foi confrontado e agredido. Durante o ataque, um dos agressores atingiu a vítima na cabeça com uma garrafa cheia de álcool, sendo que o vidro quebrado foi usado para esfaqueá-la.

#### Vandalismo no gurdwara em Edmonton, Alberta, 2015
Em janeiro de 2015, o gurdwara Sri Guru Singh Sabha, no sul de Edmonton, foi vandalizado com grafites racistas, incluindo a frase “Deixe o Canadá”. A administração do gurdwara tratou do incidente, enfatizando a educação e o engajamento comunitário como formas de combater a ignorância. Membros da comunidade foram instados a manter vigilância e denunciar atividades suspeitas em torno dos gurdwaras às autoridades.

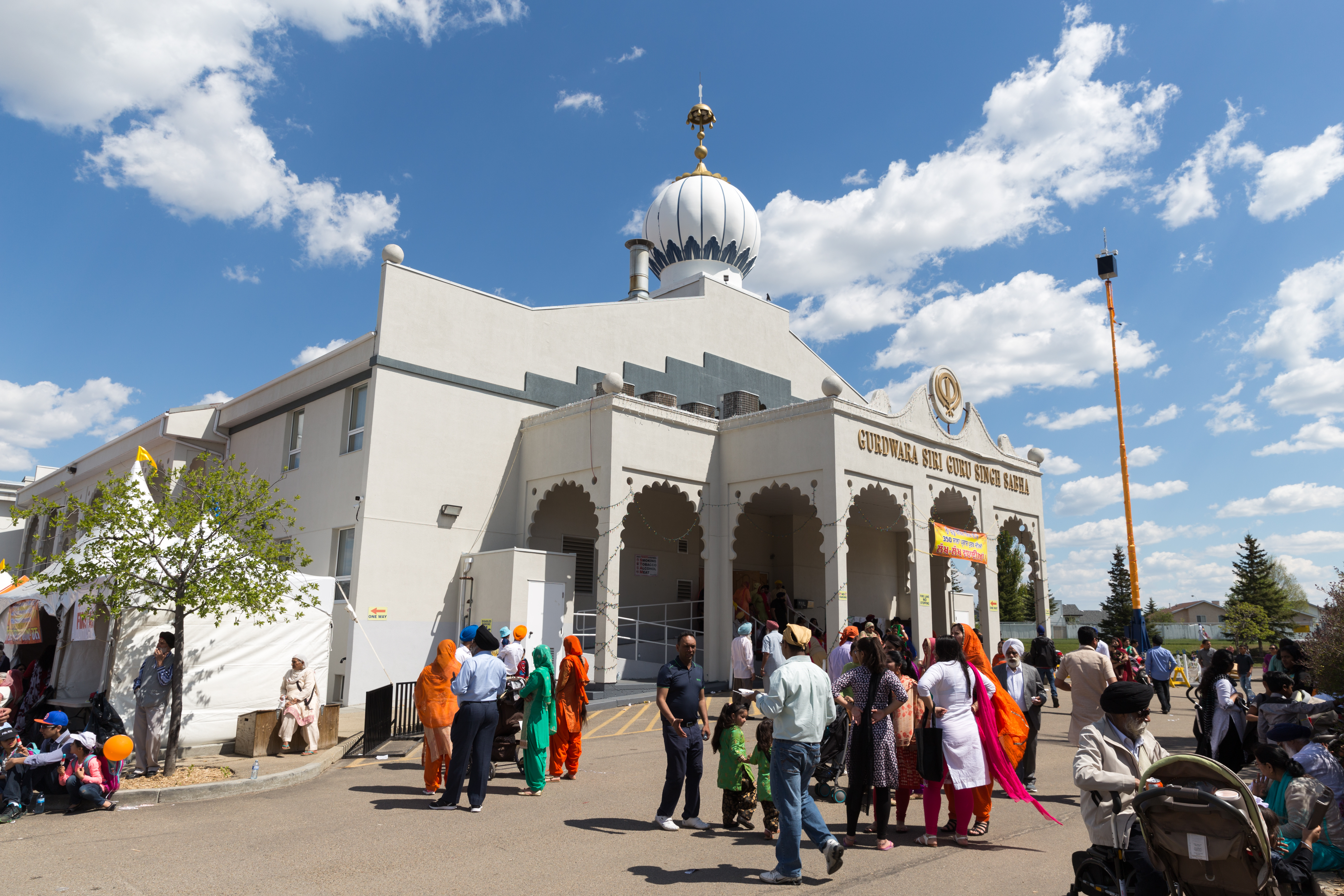
Gurdwara Sri Guru Singh Sabha em Edmonton, Alberta

#### Abuso racial contra Harjit Sajjan, 2015
Em novembro de 2015, o deputado sikh Harjit Sajjan, recém-nomeado como Ministro da Defesa Nacional, enfrentou abusos raciais nas redes sociais. O incidente ocorreu na página do Facebook das Forças Canadenses – especialmente na versão em francês – onde comentários depreciativos foram feitos por alguns militares, incluindo um oficial de primeira patente do CFB Valcartier. As Forças Canadenses removeram rapidamente os comentários e iniciaram uma investigação, reiterando que racismo e discriminação não têm lugar no meio militar. O incidente ganhou significativa atenção da mídia, tanto no Canadá quanto na Índia, evidenciando os desafios do racismo nas forças armadas.

#### Agressão em Quebec City, 2016
Em abril de 2016, Supninder Singh Khehra, um homem sikh de Toronto, foi agredido em Quebec City, Quebec por Gabriel Royer-Tremblay, em um ataque motivado por racismo. O episódio, registrado em vídeo, envolveu Khehra sendo socado, chutado e tendo seu turbante derrubado. O incidente provocou indignação nacional, inclusive com a condenação do Primeiro-Ministro Justin Trudeau. Royer-Tremblay foi condenado a dez meses de prisão pelo ataque e demais infrações correlatas.

#### Vandalismo no gurdwara em Calgary, Alberta, 2016
Em 23 de dezembro de 2016, um gurdwara sikh em Calgary, Canadá, foi vandalizado em um incidente que chocou a comunidade local. As paredes externas e as portas do gurdwara foram pichadas com grafites racistas – incluindo uma suástica, um rosto sorridente e mensagens profanas – pintados com spray por agressores desconhecidos. Tal ato, ocorrido nas primeiras horas da manhã, foi amplamente condenado por líderes comunitários e organizações.

#### Abuso racial contra Jagmeet Singh, 2017
Durante um evento público em Brampton, Ontário, uma provocadora proferiu comentários racistas contra o político sikh canadense Jagmeet Singh, acusando-o de apoiar a lei Sharia e de ser muçulmano. Apesar do acesso, a provocadora posteriormente afirmou que não era racista. O incidente provocou condenação generalizada e destacou questões persistentes de racismo e ignorância.
Em 2 de outubro de 2019, o líder do New Democratic Party, Jagmeet Singh, foi confrontado por um homem em Montreal, Quebec que lhe disse: “Corte seu turbante.” Singh colocou uma mão no ombro do agressor e respondeu: “Acho que os canadenses são de todas as aparências. Essa é a beleza do Canadá.”

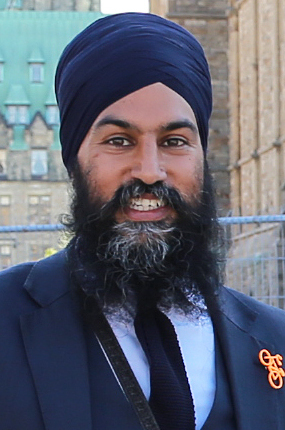
O líder do NDP e deputado Jagmeet Singh foi alvo de vários incidentes de abuso racial direcionados à sua fé sikh.

#### Vandalismo no gurdwara em Kelowna, Colúmbia Britânica, 2018
Em 21 de novembro de 2018, membros da Sociedade Sikh do Gurdwara Guru Amardas Darbar em Kelowna, Colúmbia Britânica descobriram grafites racistas pintados na parede do seu gurdwara.
Amanpreet Singh Hundal, vice‐presidente da Organização Mundial Sikh, expressou surpresa e decepção pelo fato de que um evento desse tipo pudesse ocorrer em 2018. Apesar do choque, os líderes comunitários viram o incidente como uma oportunidade para promover a educação e fortalecer os vínculos com a comunidade mais ampla de Kelowna. O vandalismo racista foi amplamente condenado, servindo como um lembrete contundente dos desafios contínuos da ignorância e do medo enfrentados pelas minorias.

#### Incidente de 2018 em Tignish, Legião da Ilha do Príncipe Eduardo
Em janeiro de 2018, um homem sikh chamado Jaswinder Singh Dhaliwal foi solicitado a remover seu turbante enquanto visitava uma filial da Legião Real Canadense em Tignish, Ilha do Príncipe Eduardo. O incidente, que incluiu comentários racistas e ameaças de outros frequentadores, ocorreu em razão de um mal-entendido a respeito da política de vestimenta da legião, a qual isenta trajes religiosos. O presidente da legião, Stephen Gallant, posteriormente emitiu um pedido de desculpas.

### 2020–presente

#### Assédio no Gurdwara Singh Sabha, em Edmonton (2021)
Em julho de 2021, o Gurdwara Singh Sabha de Edmonton enfrentou meses de assédio direcionado, incluindo ligações telefônicas racistas e a entrega de carnes à porta do gurdwara com o intuito de insultar a comunidade sikh. Esse episódio levou líderes políticos locais e representantes sikhs a exigir ações mais enérgicas contra crimes de ódio. O incidente foi investigado pelo Serviço de Polícia de Edmonton e por grupos de defesa anti-racismo.

#### Vandalismo em escola em Brampton, Ontário (2021)
Em dezembro de 2021, em Brampton, Ontário, a Escola Brampton Khalsa Montessori foi alvo de grafites odiosos contra sikhs, que picharam a fachada de um estabelecimento comercial no piso térreo, situado abaixo da escola, com mensagens ofensivas.

#### Comentários de Ron Banerjee (2022)
Em 29 de junho de 2022, em um vídeo no canal do YouTube "Beat of the North", Ron Banerjee, diretor da Canadian Hindu Advocacy, foi gravado expressando comentários de ódio, afirmando que apoia as mortes de muçulmanos e sikhs na Índia porque "eles merecem morrer", enquanto discutia opiniões desfavoráveis sobre o primeiro-ministro canadense Justin Trudeau.

#### Agressão em Kelowna, Colúmbia Britânica (2023)
Em 20 de março de 2023, um estudante internacional sikh foi agredido por um grupo de pessoas que arrancou seu turbante e o arrastou pela calçada pelos cabelos em Kelowna, Colúmbia Britânica.

#### Agressão em Peterborough, Ontário (2024)
Conforme noticiado pelo The Peterborough Examiner em julho de 2024, a Polícia de Peterborough está classificando um incidente como crime de ódio após um homem sikh ter sido supostamente agredido e ter tido seu turbante derrubado por quatro jovens. Outro homem que interveio também foi agredido pelos mesmos jovens. Durante a confusão, a polícia afirmou que "outra pessoa arrancou o turbante da cabeça do homem e pisou nele." O homem que usava o turbante foi atendido por paramédicos no local.

#### Agressão em St. John's, Terra Nova e Labrador (2024)
Em 11 de agosto de 2024, Taranpreet Singh, um estudante de 21 anos, foi alvo de um ataque racista no Sunshine Rotary Park em St. John's, Terra Nova e Labrador. Enquanto caminhava com seu primo e um amigo, um homem passou e proferiu ameaças de morte, ameaçando afogá-los. Quando Singh e seu grupo questionaram o motivo de tal ameaça, o homem lançou uma paródia racista, chamando-os de "dirbag raghead" — um termo depreciativo frequentemente utilizado contra homens sikhs que usam turbantes. Ele também os acusou de "assumir o controle" de seu país e alegou que estavam se aproveitando do governo.

## Distribuição de materiais anti-Sikh
Na década de 1980, a B'nai Brith Canada apresentou uma reclamação à Comissão Canadense dos Direitos Humanos na tentativa de retirar dos pins de lapela aqueles que eram considerados racistas. Os pins incluíam a imagem de um sikh com turbante, de um oriental usando chapéu de pracista chinesa e de um homem negro, meio despido, segurando uma lança, todos fixando o olhar em um homem branco, com a inscrição abaixo: "Who is the minority in Canada?"
Na década de 1990, as autoridades em Winnipeg e Calgary consideraram acusações criminais contra Herman Bittner, que criou e distribuiu um calendário anti-Sikh que retratava um oficial da Polícia Montada do Canadá com turbante, acompanhado da pergunta depreciativa "Is this Canadian, or does this make you Sikh?" O calendário, produzido por Herman Bittner, de Langdon, gerou grande controvérsia e inquietação quanto ao incentivo ao ódio. A distribuição do calendário e a representação ofensiva levaram a encontros entre autoridades judiciárias e representantes sikhs, os quais enfatizaram a necessidade de medidas legais para conter tais atitudes.
Em abril de 2014, os moradores de Brampton manifestaram indignação em razão de um panfleto distribuído pela Immigration Watch Canada, direcionado contra a comunidade sikh. O panfleto, intitulado “The Changing Face of Brampton”, apresentava imagens contrastantes de pessoas brancas e sikhs, acompanhado de uma mensagem que sugeria que a queda percentual dos “canadenses de padrão” em Brampton se devia à imigração.
Um incidente semelhante ocorreu em setembro de 2016, quando a Universidade de Alberta retirou cartazes racistas de seu campus. Os cartazes, que traziam a imagem de um homem sikh com turbante amarelo e uma mensagem depreciativa, foram encontrados em diversos locais, incluindo a biblioteca principal. A universidade prontamente atuou e removeu os doze cartazes identificados.

## Papel da mídia
Em 2005, o Conselho Canadense dos Padrões de Radiodifusão (CBSC) censurou a estação CKAC, de Montreal, por transmitir comentários "abusivos" do psiquiatra Pierre Mailloux, que referiu-se aos sikhs como "the Sikhs are a gang, a gang of bozos". O CBSC, em resposta às reclamações sobre o "racismo insultante" contido nos comentários de Mailloux, determinou que a estação emitisse um pedido de desculpas completo. O órgão observou que, embora Mailloux tivesse o direito de expressar suas opiniões acerca de questões gerais de imigração, o direcionamento específico de suas declarações contra a comunidade sikh ultrapassou os limites e se mostrou inaceitável.
O Instituto Broadbent, responsável pela gestão do PressProgress, afirmou em 2024 que a extrema-direita canadense tem sido responsável por direcionar ataques contra sikhs e outros canadenses sul-asiáticos através do incitamento à xenofobia. Tanto o PressProgress quanto a Rede Canadense Anti-Odio argumentaram que a extrema-direita canadense tem, em particular, culpado os homens sikhs indo-canadenses.

### Mídias Sociais
Em 2021, Jagmeet Singh participou de um evento virtual do Mês do Patrimônio Sikh promovido pelo Conselho Escolar do Distrito de Peel, que foi interrompido por indivíduos que tentaram ingressar com nomes de usuário racistas e discriminatórios, direcionados a sikhs e outras minorias. O conselho bloqueou esses usuários e iniciou uma investigação.
Em 2024, uma mulher em Chilliwack, Colúmbia Britânica, foi denunciada criminalmente por crimes de ódio após uma investigação sobre “conteúdo ofensivo em mídias sociais”, em meio a uma série de incidentes direcionados à comunidade sikh e a outros indo-canadenses na plataforma de mídia social X.

## Papel dos Políticos
Em 2019, Jagmeet Singh, deputado e líder do NDP, foi alvo de um tweet racista proferido por Mark Friesen, candidato do Partido do Povo do Canadá (PPC). O tweet mostrava o turbante de Singh como se fosse uma bomba com um pavio aceso, o que provocou ampla condenação, inclusive por parte da Rede Canadense Anti-Odio.
Em julho de 2021, um depoimento apresentado em tribunal alegou que o líder do PPC, Maxime Bernier, teria feito um comentário racista sobre o líder do NDP, Jagmeet Singh, afirmando que Singh "nunca seria eleito com aquele pano na cabeça." Bernier negou a acusação, afirmando que essa era a única declaração de testemunha ocular e acusou o estrategista político Warren Kinsella de orquestrar uma campanha de difamação contra ele. Em novembro de 2021, um tribunal de Ontário rejeitou a ação de difamação movida por Bernier, por não ter sido aprovado no teste anti-SLAPP.
Em fevereiro de 2025, Viresh Bansal, candidato liberal de Ontário para Oshawa, enfrentou críticas devido a uma publicação antiga em que fez comentários depreciativos, incluindo um insulto homofóbico dirigido ao primeiro-ministro Justin Trudeau e uma manifestação referindo-se a "limpar pessoas lixo", em resposta a uma postagem do líder federal do NDP, Jagmeet Singh, relativa à morte de Hardeep Singh Nijjar.

## Questões Trabalhistas
No final da década de 1980, Baltej Dhillon enfrentou oposição ao se candidatar para se tornar um agente da Polícia Montada do Canadá e ao solicitar o uso de turbante como parte de seu uniforme, em desacordo com o código de vestimenta do RCMP da época. Apesar da pressão pública, das disputas internas e até de ameaças de morte direcionadas a Dhillon, o governo modificou a política em 1990, permitindo que Dhillon e outros oficiais sikhs utilizassem turbantes.
Em 2012, Gurmukh Singh, motorista da Aaroport Limousine Services, alegou que fora prejudicado por se recusar a aparar ou prender sua barba, prescrita por motivos religiosos. A questão foi resolvida em 2013, mediante acordo que permitiu aos motoristas sikhs manter a barba sem amarração durante o vínculo empregatício com a Aaroport.
Em 2019, o Projeto de Lei 21 em Quebec impediu que trabalhadores sikhs, especialmente aqueles que usassem artigos religiosos como turbantes e kirpans, os exibissem no ambiente de trabalho. Essa lei suscitou desafios jurídicos e debates acerca da liberdade religiosa e da laicidade em Quebec.

## Organizações

### Estratégia Anti-Racismo do Canadá
Durante o Mês do Patrimônio Sikh de 2024, o deputado Kamal Khera, do Departamento de Patrimônio Canadense, anunciou que o governo canadense apresentará sua primeira Estratégia Anti-Racismo e o primeiro Plano de Ação contra o Ódio do Canadá.

### Organização Mundial Sikh
A Organização Mundial Sikh (WSO) é uma entidade sem fins lucrativos fundada em 1984, no Canadá, em resposta à violência anti-sikh ocorrida na Índia, especialmente aos eventos relacionados à Operation Blue Star e aos pogroms anti-sikh de 1984. Estabelecida por líderes sikhs, a organização foi criada com o objetivo de proteger e promover os interesses dos sikhs em âmbito global.
Ao longo dos anos, a WSO desempenhou um papel significativo na defesa dos direitos dos sikhs, na promoção das liberdades religiosas e no combate ao ódio anti-sikh no Canadá.
Na década de 1990, a WSO participou do caso de Baltej Singh Dhillon em sua luta para utilizar o turbante como membro da Polícia Montada do Canadá.
Em 2006, a WSO atuou como interveniente legal no caso Multani v Commission scolaire Marguerite‑Bourgeoys, que possibilitou que estudantes sikhs utilizassem Kirpans em escolas públicas. A Suprema Corte do Canadá proferiu uma decisão unânime, concluindo que não havia evidências de que o kirpan representasse risco para a segurança.
Em 2019, durante o debate em curso sobre o Projeto de Lei 21 em Quebec, a WSO esteve envolvida no caso judicial World Sikh Organization of Canada v. Attorney General of Québec. Concluiu-se que o Tribunal de Apelação de Quebec manteve a legislação. Muitos dos desafios e acontecimentos decorrentes do Projeto de Lei 21 ainda estão sendo tratados judicialmente pela WSO.

## Eventos

### Convenção Sikh de Todo o Canadá (1983)
Em 1983, a Convenção Sikh de Todo o Canadá (ACSC), realizada em Ottawa, Ontário, teve como foco a "discriminação racial" contra a comunidade sikh. A ACSC afirmou ter documentado mais de 100 incidentes ocorridos nos três anos anteriores.